# Psiloderces torajanus
Psiloderces leclerci es una especie de arañas araneomorfas de la familia Ochyroceratidae.

## Distribución geográfica
Es endémica del centro de Célebes (Indonesia).